# 오렌지 자유국주

오렌지 자유국주의 위치

오렌지 자유국주(영어: Province of the Orange Free State, 아프리칸스어: Provinsie Oranje-Vrystaat) 또는 오렌지프리스테이트주, 오렌지 자유주는 1910년 5월부터 1994년 4월까지 존재했던 남아프리카 공화국의 주로 주도는 블룸폰테인이었다.
1910년 5월 31일에 오렌지강 식민지가 남아프리카 연방에 편입되면서 신설되었다. 1994년 4월 27일에 유색 인종이 처음으로 참여한 남아프리카 공화국 총선거를 계기로 아파르트헤이트 정책이 폐지됨에 따라 오렌지 자유국주는 프리스테이트주로 개편되면서 폐지되었다.

오렌지 자유국주의 문장

## 같이 보기
- 오라녜 자유국